# Kanake
Kanake (gr. Κανάκη, łac. Canace) - w mitologii greckiej córka króla Magnezji, Eola i Enarete, kochanka Posejdona. Kanake miała siedmiu braci i sześć sióstr. 
Jeden z mitów mówi, że Bogowi Mórz Kanake urodziła pięciu synów. Istnieje także inna, popularniejsza wersja opowieści o Kanake, w której jest ona kochanką Makareusa. Ta tradycja przedstawia ją jako córkę innego Eola, władcy wiatrów oraz jego żony, Amfitei. Kanake zakochała się w Makareusie i dopuściła się z nim kazirodztwa, a ich uczucie zaowocowało ciążą. Makareus obiecał poślubić Kanake, ale nigdy tego nie zrobił. Po narodzinach dziecka, pielęgniarka Kanake próbowała w tajemnicy wynieść noworodka z pałacu, ale jego płacz ujawnił podstęp. Kiedy Eol dowiedział się prawdy, ukarał córkę zmuszając ją do popełnienia samobójstwa - wysłał do komnaty Kanake miecz, którym miała się ugodzić. Wnuka - owoc kazirodczej miłości córki - Eol również nie oszczędził. 

## Heroidy
Opowieść o Kanake zainspirowała starożytnego poetę, Owidiusza, który uczynił ją jedną z bohaterek swego dzieła zatytułowanego Heroidy.
W liście XI Kanake pisze do ukochanego Makareusa tuż po śmierci ich dziecka i przed samobójstwem, które ma popełnić jako karę za swój grzech.